# Kūh Lahrū
Kūh Lahrū (persiska: كوه لَهرو) är en ort i Iran.   Den ligger i provinsen Hormozgan, i den sydöstra delen av landet, 1 000 km sydost om huvudstaden Teheran. Kūh Lahrū ligger 454 meter över havet och antalet invånare är 161.
Terrängen runt Kūh Lahrū är kuperad åt nordost, men åt sydväst är den bergig. Terrängen runt Kūh Lahrū sluttar österut.Runt Kūh Lahrū är det ganska glesbefolkat, med 50 invånare per kvadratkilometer. Närmaste större samhälle är Sarzeh Posht Band, 9,4 km sydost om Kūh Lahrū. Omgivningarna runt Kūh Lahrū är i huvudsak ett öppet busklandskap.